# Autohaus Staiger

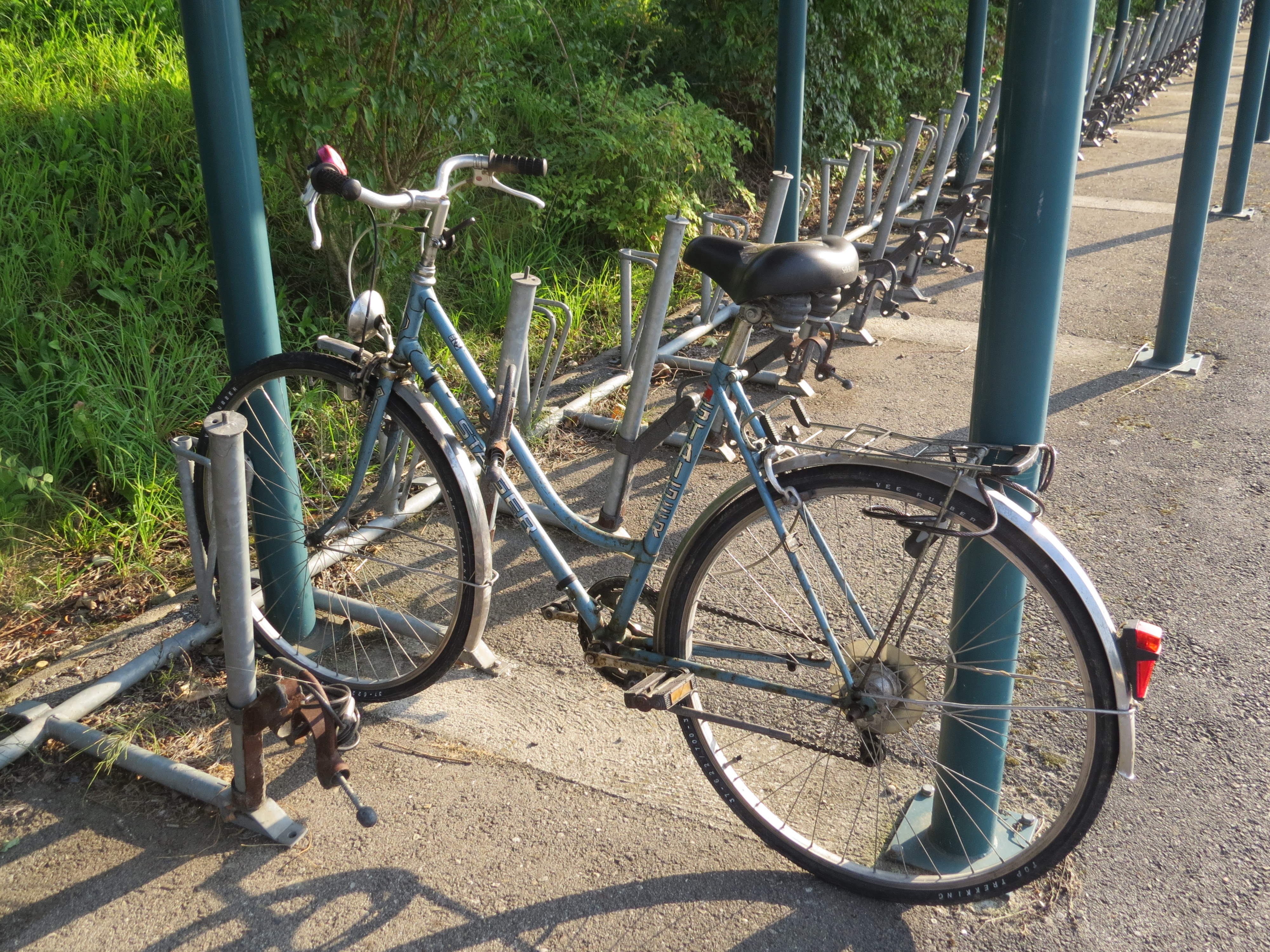
Fahrrad von Staiger am Bahnhof Ybbs an der Donau, Österreich (2017)

Autohaus Staiger GmbH ist ein Autohaus mit Sitz in Stuttgart, das ursprünglich als Fahrradgeschäft gegründet wurde und zeitweilig selbst Hersteller von Automobilen, Motorrädern und Fahrrädern war. Seit 2014 ist das Unternehmen Teil der AVAG Holding.

## Unternehmensgeschichte

### Ursprünge
Im Jahr 1897 wurde der 21-jährige Paul Staiger erstmals Württembergischer Meister im Radrennsport. Früh erkannte der Radrennfahrer, dass parallel zur beginnenden Motorisierung in Deutschland ein großer Zweiradmarkt entstand. So eröffnete er im Jahr 1898 in der Tübinger Straße in Stuttgart ein Fahrradgeschäft.
Bereits 1899 erweiterte Paul Staiger das Geschäft durch den Zukauf eines Fahrrad- und Zubehörgroßhandels. Zudem begann er im selben Jahr mit dem Vertrieb von Automobilen, unter anderem von Renault. Ein Jahr später übernahm er zusätzlich die Generalvertretung von Opel-Fahrzeugen im Königreich Württemberg. Im Jahr 1901 wurden bereits neue und größere Betriebsräume in der Militärstraße in Stuttgart bezogen.

### Entwicklung während und nach dem Ersten Weltkrieg
Im Ersten Weltkrieg hat Staiger Militärfahrzeuge instand gesetzt: Der Autohandel kam in der Folge zum Erliegen. Nur das Geschäft mit Fahrrädern und Zubehör lief weiter. Trotzdem ging die Zusammenarbeit von Fahrrad und Automobil bis zum Jahr 1920: Dann wurden die beiden Tätigkeitsbereiche aufgegliedert, den Fahrradbereich übernahm die Staiger Großhandels GmbH.
Opel konnte nach dem Ersten Weltkrieg nur wenige Automobile liefern, daher entschloss sich Paul Staiger 1922 zur Produktion eigener Automobile. Das einzige Modell 4/12 PS war ein zweisitziger Kleinwagen mit einem Vierzylindermotor. 1924 endete nach etwa 500 hergestellten Exemplaren die Produktion, da Staiger inzwischen mehr Fahrzeuge des Opel 4/12 PS als vom eigenen Modell verkaufte.
Paul Staiger startete mit einem Staiger-Sportwagen bei Autorennen, so auch beim Burrenwald-Rennen (Biberach/Riss), ein Berg/Flachrennen über die Distanz von 9,0 Kilometern. In der Klasse 1, mit der Start-Nummer 3, in der Zeit von 7 Minuten und 56,4 Sekunden, belegte er den 2. Platz. Klassensieger wurde Wilhelm Diez mit seinem Gridi.
Staiger vertrat später die Marken Buick und Chevrolet.

### Entwicklung während und nach dem Zweiten Weltkrieg
Im Zweiten Weltkrieg litt das Unternehmen. Der Zerstörung im Bombenkrieg folgte die Beschlagnahmung durch die Besatzungsmacht. Im Zuge des Wiederaufbaus konnte die Firma 1948 als Staiger Großhandels KG neu gegründet werden. In den 1950er Jahren begann der eigentliche Aufstieg. Mindestens bis 1976 vertrieb Staiger auch Mopeds und Mofas, anfangs nur mit Zündapp-Motoren, später kamen Ilo- und Sachs-Motoren dazu. Bis 1968 verkaufte die Firma neben Fahrrädern auch andere Geräte wie beispielsweise Waschmaschinen, von 1965 bis 1975 auch Autoteile. Parallel dazu entstanden in den 1960er Jahren Filialen und Auslieferungslager im süddeutschen Raum. 1982 siedelte die Staiger Großhandels KG nach Gerlingen bei Stuttgart um.
1987 wurde das Fahrradvertriebsnetz ausgeweitet. Galt bisher die Devise, Staiger habe sich auf Gebiete südlich der Mainlinie zu beschränken, wurde von diesem Jahr an die ganze Bundesrepublik beliefert. In diesem Zusammenhang löste Staiger den Werksverkehr und damit auch die Filialen und Auslieferungslager auf, der Versand wurde auf Bundesbahn und Speditionen übertragen.

### Übernahmen
1988 erfolgte die Übernahme durch die E. Wiener GmbH & Co. KG in Schweinfurt. Die Produktion in Gerlingen bei Stuttgart wurde beendet und in Schweinfurt fortgeführt. 1994 wurde auch das Vertriebsbüro in Stuttgart geschlossen.
1997 gingen die beiden Marken Winora und Staiger auf die Winora-Staiger GmbH über, welche seit 2002 zur niederländischen Accell Group gehört. Die Fahrräder der Marke Staiger werden inzwischen nicht mehr nur in Deutschland gefertigt.
2014 kaufte die AVAG Holding Auto-Staiger.